# Athlītiko Sōmateio Nea Salamis Ammochōstou
L'Athlītiko Sōmateio Nea Salamis Ammochōstou (in greco: Αθλητικό Σωματείο Νέα Σαλαμίς Αμμοχώστου), noto più semplicemente come Nea Salamis, è una società calcistica cipriota. 
Aveva sede presso la città di Famagosta, tuttavia il club si è dovuto trasferire a Larnaca (nella parte greca dell'isola) a seguito della invasione turca di Cipro del 1974.
Meridian sostiene il club, che porta questo nome in ricordo dell'antica città cipriota di Salamina (in greco Σαλαμίς), situata a pochi chilometri da Famagosta.
La squadra di calcio fa parte della polisportiva Nea Salamina Famagusta che fu fondata nel 1948; la polisportiva comprende anche una squadra di pallavolo.

## Storia

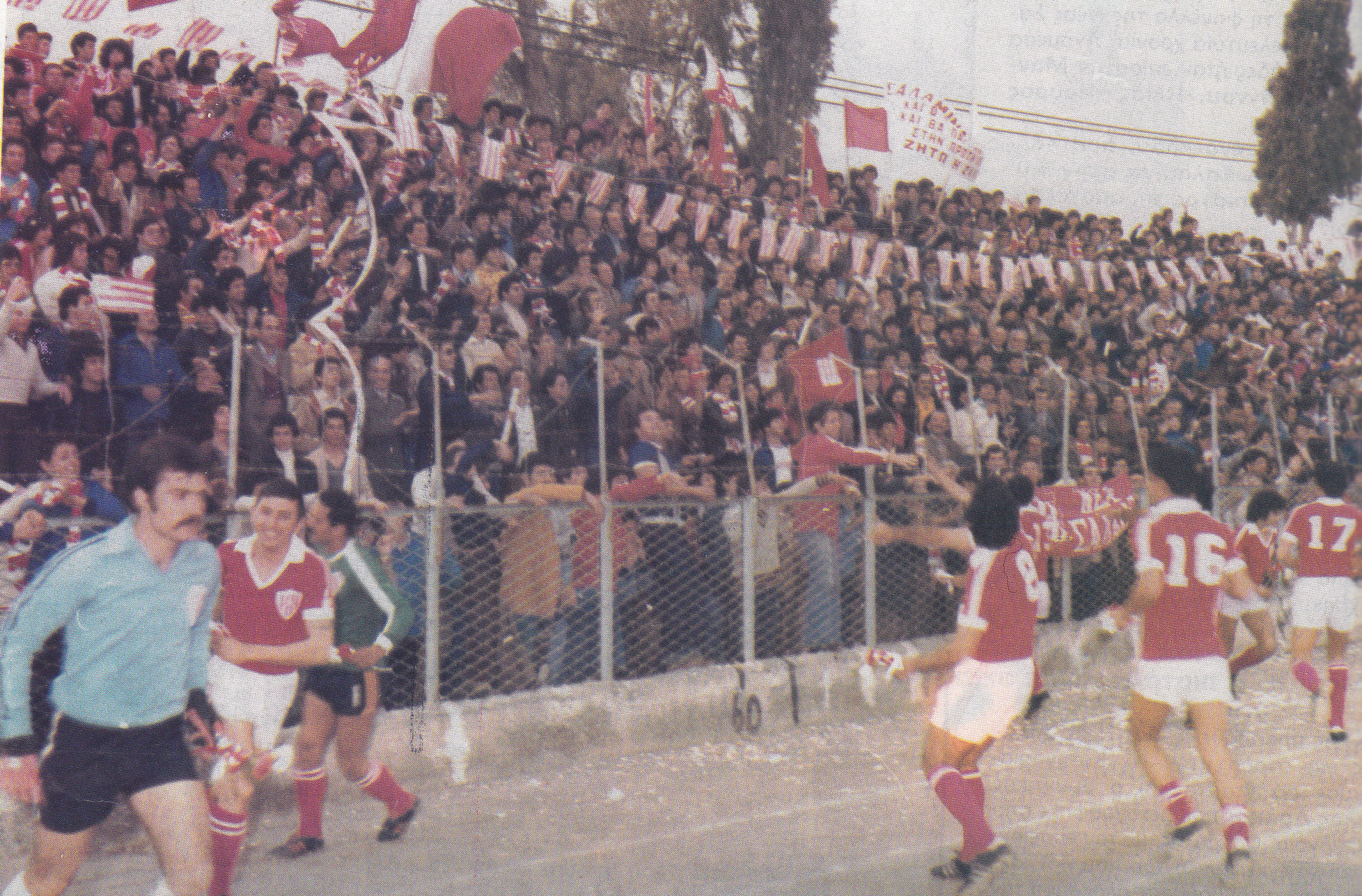
La festa di giocatori e tifosi del Famagosta per la vittoria della Seconda Divisione 1979-1980

Dal 1948 al 1953 la società ha partecipato alla Cyprus Amateur Football Federation mentre dal 1953 è entrata a far parte della Federazione calcistica di Cipro (CFA).
Ha giocato più di 50 stagioni nel campionato cipriota, ed è settima nel ranking storico del torneo. 
Nel Campionato cipriota di calcio il miglior piazzamento di sempre è il terzo posto. 
Il 1990 è il periodo di maggiori soddisfazioni sportive per il club che in quell'anno vinse la Coppa di Cipro e la Supercoppa di Cipro. 
La squadra ha partecipato a delle competizioni internazionali per la prima volta nel 1990, giocando la Coppa delle Coppe UEFA (al primo turno fu abbinata agli scozzesi dell'Aberdeen).
in seguito ha anche preso parte alla Coppa Intertoto nelle edizioni del 1995, 1997 e 2000.
Con oltre 200 gol segnati, il cipriota Charalampos Andreou è il miglior marcatore del club.

## Palmarès

### Competizioni nazionali
- Coppa di Cipro: 1

1989-1990
- Supercoppa di Cipro: 1

1990
- B' Katīgoria: 1

1954-1955, 1979-1980, 2001-2002, 2003-2004

### Altri piazzamenti
- Campionato cipriota:

Terzo posto: 1955-1956, 1963-1964, 1965-1966, 1992-1993, 1994-1995
- Coppa di Cipro:

Finalista: 1965-1966, 2000-2001
Semifinalista: 1953-1954, 1961-1962, 1964-1965, 1968-1969, 1986-1987, 1988-1989, 1992-1993, 1993-1994, 1998-1999
- B' Katīgoria:

Secondo posto: 1953-1954 (girone 1), 2010-2011
Terzo posto: 2008-2009

## Statistiche

### Statistiche nelle competizioni UEFA
Tabella aggiornata alla fine della stagione 2017-2018.
| Competizione      | Partecipazioni | G  | V | N | P | GF | GS |
| ----------------- | -------------- | -- | - | - | - | -- | -- |
| Coppa delle Coppe | 1              | 2  | 0 | 0 | 2 | 0  | 5  |
| Coppa Intertoto   | 3              | 12 | 5 | 1 | 6 | 17 | 29 |

## Rose delle stagioni precedenti
- 2011-2012
- 2010-2011

## Organico

### Rosa 2024-2025
| N. |                           | Ruolo | Calciatore           |
| -- | ------------------------- | ----- | -------------------- |
| 1  | Grecia (bandiera)         | P     | Nikolaos Melissas    |
| 2  | Cipro (bandiera)          | D     | Constantinos Sergiou |
| 3  | Serbia (bandiera)         | D     | Nenad Tomović        |
| 4  | Guinea (bandiera)         | D     | Pa Konate            |
| 5  | Romania (bandiera)        | C     | Daniel Celea         |
| 6  | Croazia (bandiera)        | D     | Niko Datković        |
| 7  | Paesi Bassi (bandiera)    | C     | Luciano Narsingh     |
| 8  | Cipro (bandiera)          | C     | Miguelito            |
| 9  | Grecia (bandiera)         | A     | Fjorin Durmishaj     |
| 10 | Spagna (bandiera)         | C     | Víctor Fernández     |
| 11 | Serbia (bandiera)         | D     | Nemanja Kuzmanović   |
| 14 | Cipro (bandiera)          | A     | Michalis Koumouris   |
| 16 | Bolivia (bandiera)        | C     | Danny Bejarano       |
| 18 | Angola (bandiera)         | C     | Carlitos             |
| 19 | Costa d'Avorio (bandiera) | C     | Kialy Abdoul Koné    |
| 20 | Cipro (bandiera)          | C     | Giorgos Papageorgiou |

| N. |                          | Ruolo | Calciatore             |
| -- | ------------------------ | ----- | ---------------------- |
| 21 | Cipro (bandiera)         | A     | Dimitrios Spyridakis   |
| 22 | Argentina (bandiera)     | A     | Diego Dorregaray       |
| 24 | Camerun (bandiera)       | D     | Serge Leuko            |
| 26 | Cipro (bandiera)         | D     | Michalis Christodoulou |
| 30 | Cipro (bandiera)         | P     | Anastasios Kissas      |
| 37 | Ghana (bandiera)         | D     | Richard Ofori          |
| 44 | Cipro (bandiera)         | D     | Giorgos Viktoros       |
| 77 | Guinea-Bissau (bandiera) | C     | Edson Silva            |
| 78 | Mali (bandiera)          | D     | Abdelaye Diakite       |
| 80 | Cipro (bandiera)         | C     | Antonis Katsiaris      |
| 98 | Grecia (bandiera)        | P     | Giannis Kalanidis      |
| 99 | Sierra Leone (bandiera)  | A     | Osman Koroma           |
|    | Rep. Ceca (bandiera)     | D     | Jan Lecjaks            |
|    | Grecia (bandiera)        | A     | Apostolos Vellios      |
|    | Argentina (bandiera)     | D     | Lucas Acevedo          |